# Quiet Company
Quiet Company é uma banda de rock de Austin, Texas, liderada por Taylor Muse. Eles lançaram 3 álbuns, um EP, um DVD ao vivo e single de Natal. Eles são a primeira banda assinada pelo Grooveshark no Artist Development Program (Programa de Desenvolvimento de Artistas) e lançaram recentemente seu terceiro álbum, We Are All Where We Belong.

## Biografia
Muse estava na liderança do "boom" de música indie do leste do Texas, com sua banda Uncle Andrew and Neckpunch. Ele também ajudou a criar músicas para o álbum de estreia da banda Eisley, assim como sugeriu o primeiro nome para a banda Moss Eisley. Ele saiu da banda depois de tocar baixo em alguns shows para focar em outros projetos. Taylor tocou guitarra e bateria nas primeiras formações da banda The Lonely Hearts (também conhecida como Holland e Somerset) mas optou por se afastar do leste do Texas para se juntar as eles em Nashville, Tennessee, onde a banda é situada atualmente.
Após mudar sua então banda, The Connotations, para Nashville por um ano e depois para Austin, Texas, Muse desmanchou a banda e começou a gravar o primeiro albúm da Quiet Company, Shine Honesty. O álbum foi escolhido pela gravadora Northern Records, e distribuído online. A Northern Records aconselhou Muse a reunir a banda novamente e sair em turnê, e assim ele fez. Thomas Blank se juntou ao grupo no final de 2005, depois de responder a um anúncio no Craigslist. Muse e Blank tocaram com vário baixistas e bateristas, mas não conseguiram escolher um permanente imediatamente. Depois de alguns anos em turnê, a banda gravou seu segundo álbum com Charlie Vela e Louie Lino, chamado Everyone You Love Will Be Happy Soon. A banda cancelou seu contrato com a Northern Records pouco antes de gravar Everyone, e começou a lançar os álbuns independentemente. Jeff Weathers se juntou à Quiet Company em 2009, depois de sair da sua banda de longo tempo Ethan Durelle. Meses depois, Matt Parmenter respondeu a outro anúncio no Craigslist e se viu perto da classe da Quiet Company.
A banda gravou um videoclipe para a música "On Modern Men", e colocaram um pedido de audições para extras no começo de 2010. Uma das pessoas que apareceram foi Cody Ackors. Quando foi visto que Ackors era um ótimo tocador de trombone, Muse o convidou a tocar no seu EP, Songs For Staying In.
A banda marcou um show no The Parish, em Austin, pouco depois de Ackors se juntar a banda. Essa foi a primeira noite que a banda usou ternos em um show, que rapidamente virou sua marca registrada. Muse gostou tanto dos soms de trombetas nas músicas que Ackors virou um membro honorário nos shows da banda. Com  o lançamento do terceiro álbum da banda, We Are All Where We Belong, Ackors alcançou o status de membro regular na banda, com seus trompetes aparecendo em quase todas as músicas do álbum.

## Shine Honesty
Várias faixas do primeiro álbum da Quiet Company, Shine Honesty, foram composta quando Muse ainda estava na banda The Connotations. Depois de uma revisão, a banda decidiu se separar, logo após seu único lançamento oficial, Trouble By The Truckloads, da compilação The Revolution Will Begin With The Blink Of An Eye, da gravadora Mono Vs Stereo. Muse pegou uma parte das músicas que eles tinham feito teste e gravou Shine Honesty com Alex Bhore em maio de 2005. Com a gravação completa, Muse começou a fazer audições para achar membros para banda tocar as suas recém feitas, músicas.
Muse gravou ele mesmo vários CD-Rs, com capas em preto e branco, começou a passar para amigos e familiares e à vende-los em shows no Texas. A Northern Records ouviu a versão não masterizada e convidou Talor Muse e a Quiet Company a se juntar a eles. Andy Prickett emprestou a sua habilidade para mixar e masterizar o álbum e, em 23 de março de 2006, a Northern Records lançou o álbum Shine Honesty.
Em outubro de 2007 eles terminar seu primeiro videoclipe para a música "Fashionabel", do álbum. O vídeo foi gravado em Nashville, pela New Valiant Produtions, e dirigido pelo diretor Cameron McCasland. O vídeo foi colocado no YouTube em 30 de outubro de 2007.

## Atividade recente
Quiet Company gravou "Have Yourself A Merry Little Christmas" para a edição de 2007 de Peace on Earth: A Holiday Album (popular álbum de Natal lançado todo ano, com a participação de vários artistas). O álbum só saiu em lançamento digital, por download, e toda a renda foi para o programa de caridade Toy For Tots.
Em 2009 eles lançaram seu segundo álbum, chamado Everyone You Love Will Be Happy Soon, produzido por Charlie Vela e Louie Lino. Em seu primeiro mês de lançamento o álbum vendeu 2 vezes mais vezes que o primeiro álbum da banda, Shine Honety, em 1 ano e meio, além de ser muito bem recebido pela crítica.
A banda emprestou sua música "On Modern Men" para a organização de caridade Music For The City na sua primeira compilação, cuja renda foi para uma instituição de caridade.
Quiet Company lançou um vídeo de animação em stop-motion para a música "It's Better To Spend Money Like There's No Tomorrow, Than Spend Tonight Like There's No Money" que pode ser visto online.
Eles também fizeram uma parceria com o diretor Justin Kirchhoff para fazer um vídeo para a música "On Modern Men", que também pode ser visto online.
Em 2010 Quiet comapny lançou um EP de 6 músicas, chamado Songs For Staying In, produzido por Quiet Company e gravado pelo baixista Matt Parmenter no estúdio em seu apartamento, Ice Cream Factory Studios.
As músicas de Everyone You Love Will Be Happy Soon e Songs For Staying In tem aparecido cada vez mais em programas de TV, tais como My Generation, Keeping Up With The Kardashians, Real World, e Married To Rock. Quiet Company também gravou uma participação em um dos episódios de My Generation, mas a série foi cancelada antes do episódio ir ao ar.
A música "How Do You Do It?" do álbum Songs For Staying In entrou na programação de 3 rádios de Austin, KGSR, KUT, e KROX. Quiet Company foi  primeira banda não assinada a entrar na programação das 3 rádios.
Em janeiro de 2011, Quiet Company foi nomeado para o 10th Annual Independent Music Awards (premiação de música indie), na categoria "Música Pop/Rock" pela música "It’s Better To Spend Money Like There’s No Tomorrow Than Spend Tonight Like There’s No Money".
Em 30 de junho de 2011, Quiet Company lança um videoclipe da música "Fear & Falacy, Sitting In A Tree", primeiro single do próximo álbum. Em 4 de outubro de 2011, Quiet Company lança seu terceiro álbum, We Are All Where We Belong, que também foi bem recebido pela crítica.
Em 6 de fevereiro de 2012, Quiet Company lança o videoclipe da música "You, Me & The Boatman",  segundo single do terceiro álbum. O vídeo, gravado em Nova York, é dirigido por Josh Sobel.

## Turnês
Quiet Company já fez várias turnês por todo os Estados Unidos, mas principalmente perto do seu estado de origem, o Texas. Eles já tocaram com várias banda conhecidas, tais como: The Toadies, Bob Schneider, Rooney, Evan Dando, What Made Milwaukee Famous, Eisley, Alpha Rev, Old 97's, e Dear & the Headlights.

## Discografia

### Álbuns
- Shine Honesty - 23 de Março de 2006
- Everyone You Love Will Be Happy Soon - 10 de Março de 2009
- Songs For Staying In - 11 de Maio de 2010
- We Are All Where We Belong - 4 de Outubro de 2011

### Compilações
- Scene But Not Herd - Unsigned Band Compilation #3 – 2001
- Peace on Earth: A Holiday Album – 2007
- Music For The City, Vol. 1 - 2009

## Videografia
- Fashionabel (2007) - dirigido por Cameron McCasland
- It's Better To Spend Money Like There's No Tomorrow, Than Spend Tonight Like There's No Money (2009)
- On Modern Men (2010) - dirigido por Justin Kirchhoff
- Fear & Fallacy, Sitting In A Tree (2011)
- You, Me & The Boatman (2012) - dirigido por Josh Sobel

## Integrantes
- Taylor Muse - vocais, violão, guitarra, guitarra barítona, piano, bateria, glockenspiel, gaita, sintetizadores, teclado, trompete, banjo, percussão e órgão
- Thomas Blank - violão, guitarra, teclado, vocais, piano, glockenspiel, escaleta e órgão
- Matthew Parmenter - baixo, piano, banjo, percussão, stylophone e órgão
- Jeff Weathers - bateria e percussão
- Cody Ackors - trombone, vocais, baixo, piano e guitarra elétrica

Muitas vezes, acompanhado por
- Leah Muse - vocais, esposa do Taylor
- Betsy Aune - vocais, esposa do Thomas
- Paul Osbon - vocais, empresário da banda

## Ex-integrantes
- Alex Bhore (gravação)
- Jesse Garcia (bateria)
- Tim Robbins (bateria)
- Michael Delaney (bateria)